# Суилоски мост
Суилоският мост (на гръцки: Γεφύρι Ιερισσού, Γεφύρι Σουίλου) е каменен мост в Егейска Македония, Гърция.
Мостът е разположен на река Суилос в югоизточния край на Йерисос, близо до сградата на 1-во училище. Представлява стар каменен мост с една арка. До него са останките от средновековната кула Куцаки.